# Königliche Direction der Westfälischen Eisenbahn

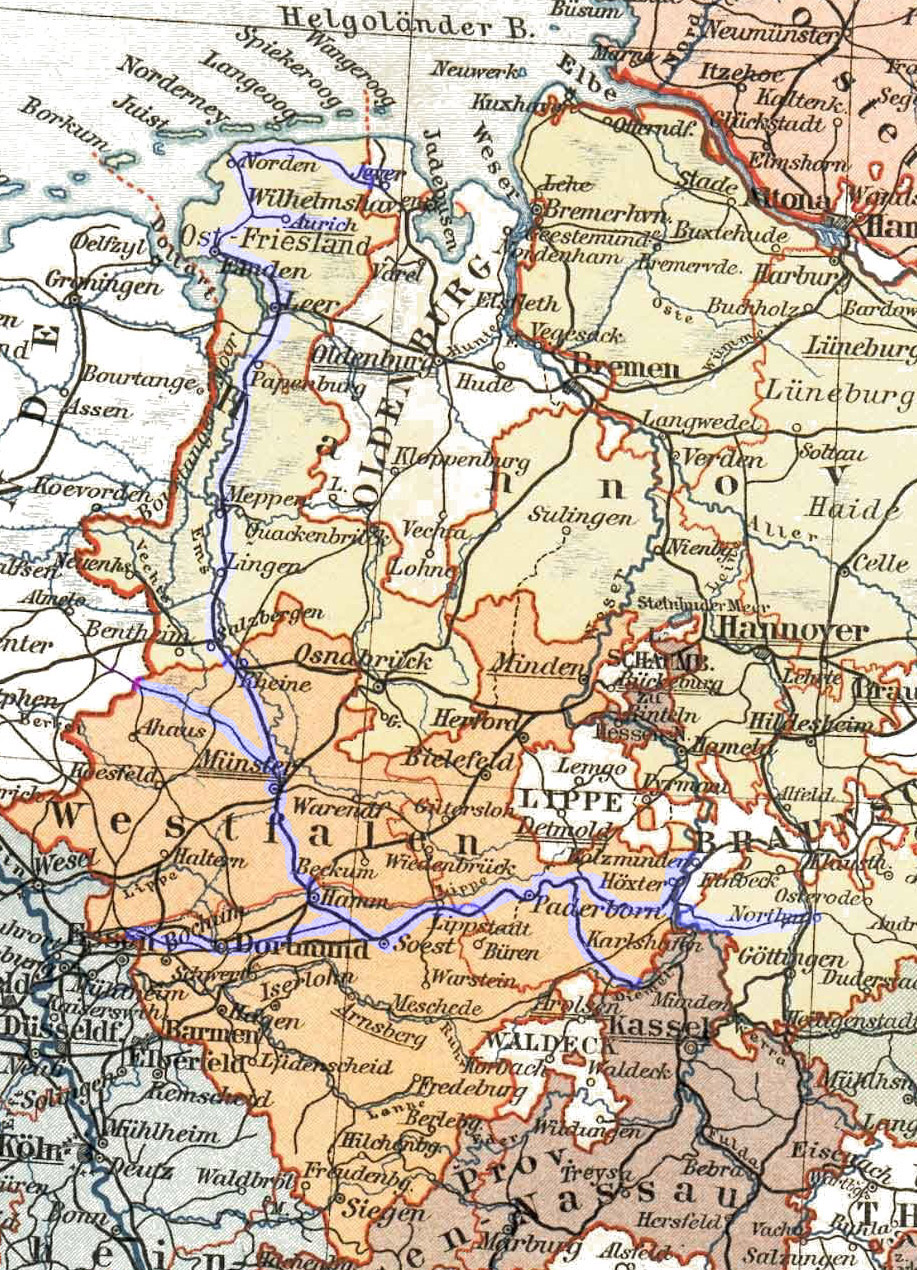
Die Strecken der Königlich-Westfälischen Eisenbahn (blau)

Die Königliche Direction der Westfälischen Eisenbahn (KDWE) wurde 1849 als eine der ersten staatlichen Eisenbahndahndirektionen im Königreich Preußen gegründet. Sie bildete mit der Niederschlesisch-Märkischen Eisenbahn und der Preußischen Ostbahn den Grundstock der Preußischen Staatseisenbahnen. Ihr Streckennetz umfasste zuletzt etwa 315 Kilometer, vor allem mit Strecken von Rheine über Hamm nach Warburg und von Welver nach Oberhausen. 1880 wurde das Netz der zuletzt in Münster ansässigen KDWE im Zuge der Neuorganisation der preußischen Eisenbahndirektionen zunächst von der Königlichen Eisenbahndirektion Hannover übernommen, bereits im Jahr 1881 der neuen Direktion Köln (rechtsrheinisch) zugeordnet. Münster erhielt erst 1895 nach einer nochmaligen Reorganisation mit der KED Münster wieder eine eigene Direktion, die wesentliche Teile des Netzes der früheren KDWE zugeordnet bekam.

## Geschichte
Die Westfälische Eisenbahn sollte zunächst nur die 32 Kilometer lange Lücke von Hamm nach Lippstadt zwischen der 1848 eröffneten Strecke Münster–Hamm (Münster-Hammer Eisenbahn-Gesellschaft) und der zur selben Zeit im Bau befindlichen Strecke der Köln-Minden-Thüringischen Verbindungs-Eisenbahn-Gesellschaft (KMTVEG) schließen. Letztere ging jedoch bereits 1848 in Konkurs und der preußische Staat übernahm mit der KDWE den Weiterbau und den Betrieb. Sitz der Direktion war zunächst in Soest, bereits Ende 1849 zog sie jedoch nach Paderborn um. 1855 wechselte der Sitz nach Münster (Westfalen).
Ursache des Konkurses der KMTVEG waren Schwierigkeiten beim Bau eines Tunnels, der unvollendet blieb: Sie hatte zur Vermeidung der Überbrückung des Beketals westlich von Altenbeken eine Linienführung konzipiert, die bei Willebadessen den Hauptkamm des Eggegebirges in einem 600 Meter langen Tunnel unterfahren sollte. Die Überreste dieser frühen Investitionsruine „Alte Eisenbahn“ sind noch heute sichtbar.
Die Stammstrecke der Westfälischen Eisenbahn verlief von Hamm über Soest, Lippstadt, Paderborn und Altenbeken nach Warburg. Der Streckenbau war zwischen dem Königreich Preußen und Kurhessen, das zwischen Westfalen und dem preußischen Kernland lag, beschlossen worden. Sie wurde am 4. Oktober 1850 bis Paderborn und am 21. Juli 1853 bis Warburg eröffnet. Die Strecke überquerte als erste westdeutsche Eisenbahn ein Mittelgebirge. Der Altenbekener Viadukt ist ein frühes Denkmal der Geschichte der Eisenbahn in Deutschland.
Nach Übernahme der Münster-Hammer Eisenbahn 1855 kam deren Strecke hinzu. Sie wurde 1856 bis Rheine weitergeführt, wo über die Emslandstrecke (Hannoversche Westbahn) eine Verbindung zu den Nordseehäfen Emden und Leer bestand. Diese Strecke der Hannöverschen Staatseisenbahnen war für das Königreich Preußen wegen der hohen Zölle der niederländischen Rheinhäfen sehr interessant. Nach dem Preußisch-Deutschen Krieg gelangten 1866 mit der Annexion des Königreichs Hannover auch dessen Staatseisenbahnen in preußische Hand und wurden zwei Jahre später an die Königlich-Westfälische Eisenbahn übergeben.
Vom Bahnhof Welver zwischen Hamm und Soest wurde 1876 eine schnurgerade Strecke über Unna-Königsborn nach Dortmund Südbahnhof gebaut, den auch die Rheinische Eisenbahn-Gesellschaft nutzte. Obwohl die Strecke als Emschertalbahn ab 1879 weiter Richtung Westen  über Dorstfeld, Bodelschwingh, Mengede, Herne, Gelsenkirchen, Horst nach Osterfeld WfE verlängert wurde, konnte der Betrieb auf diesem Abschnitt nicht wirtschaftlich fortgeführt werden.

## Streckennetz

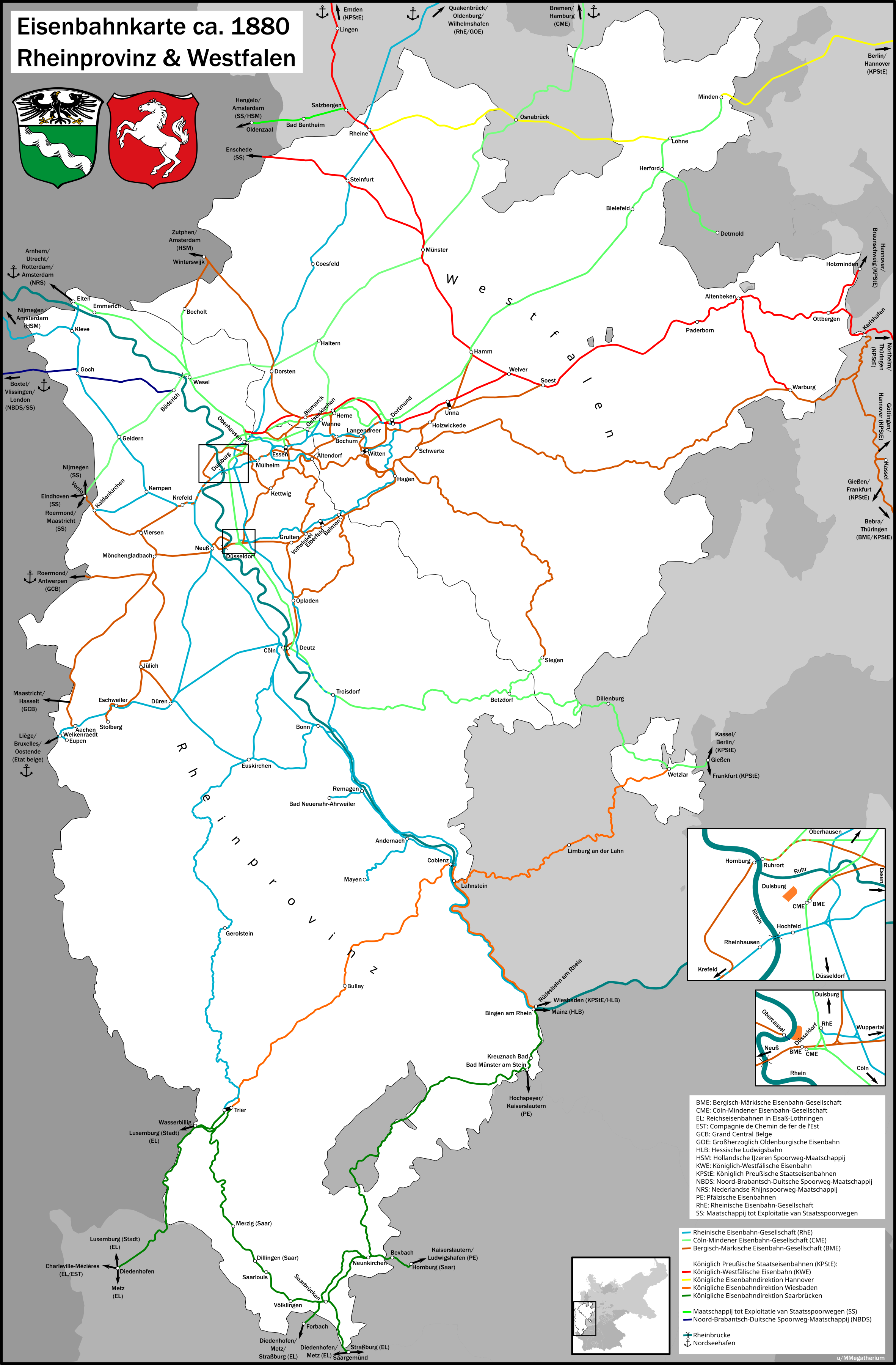
Eisenbahnkarte von die Rheinprovinz & Westfalen (ca. 1880)

| Eröffnung          | Länge [km] | Verlauf                     | Bemerkung |
| ------------------ | ---------- | --------------------------- | --- |
| 1. Oktober 1850    | 76,1       | Hamm–Paderborn              | |
| 28. März 1851      | 4,6        | Warburg–Haueda              | laut verpachtet |
| 22. Juli 1853      | 54,5       | Paderborn–Warburg           | laut von der Köln-Mindener Verbindungsbahn übernommen laut mit anderer Streckenführung bereits 1850 vom preußischen Staat gebaut |
| 26. Mai 1848       | 34,9       | Münster–Hamm                | durch Übernahme der Münster-Hammer Eisenbahn-Gesellschaft 1855 erworben |
| 27. Juni 1856      | 39,0       | Münster–Rheine              | |
| 1. Oktober 1864    | 41,4       | Altenbeken–Höxter           | |
| 10. Oktober 1865   | 7,4        | Höxter–Holzminden           | Anschluss an die Braunschweigische Südbahn nach Kreiensen/Börßum – Jerxheim – Oschersleben – Magdeburg |
| 1. Januar 1868     | 178,4      | Emden–Salzbergen/Rheine     | laut Übernahme des Abschnitts Emden–Rheine, der „Hannoverschen Westbahn“ der vormals Königlich Hannöverschen Staatseisenbahnen laut erfolgte am 1. Mai 1867 „durch Tausch“ die Übernahme des Abschnitts Emden–Salzbergen an die „Königliche Direction der Westfälischen Eisenbahn“; ab 1. April 1881 sei die Verbindung Emden–Münster zur „Königlichen Eisenbahn-Direction Cöln (rechtsrh.)“ zugeordnet, offizielle Bezeichnung der Strecke sei „Westfälische Eisenbahn (Emden–Soest) im Bezirk der Kgl. Eisenbahndirektion Cöln (rechtsrh.)“ |
| 30. September 1875 | 60,3       | Münster–Enschede            | nach „im Betrieb der Königl. Westf. EB“ |
| 15. Mai 1876       | 35,8       | Welver–Dortmund KWE         | |
| 15. Januar 1878    | 64,0       | Ottbergen–Northeim          | |
| 1. September 1878  | 12         | Dortmund KWE–Mengede        | |
| 12. November 1879  | ~35        | Bodelschwingh–Osterfeld KWE | |
| 15. März 1880      | ?          | Osterfeld KWE–Sterkrade KWE | |

## Stand der ehemaligen KWE-Strecken ab 1967
1967 wurde der Verkehr zwischen Unna-Königsborn und Welver eingestellt, die Strecke abgebaut.
Auf dem Abschnitt Unna-Königsborn – Dortmund-Dorstfeld verkehrt heute die S-Bahnlinie S4 und auf dem Streckenteil von Dorstfeld nach Mengede die S 2.
Die Stammstrecke wurde zwischen Altenbeken und Willebadessen wegen geologischer Störungen neu gebaut und 2002 dem Verkehr übergeben. Im Zuge des Neubaues wurde auch der Eggetunnel mit einer Länge von 2.880 Metern unter dem Eggegebirge erstellt, der damit der längste Eisenbahntunnel in Westdeutschland ist.